# 熱田町
熱田町（あつたちょう）は、かつて愛知県愛知郡にあった町。現在の名古屋市熱田区の一部に該当する。
東海道の宮宿（熱田宿）の宿場町、及び熱田神宮の門前町として栄えた町である。また、名古屋市はこの熱田町の編入により、港を得ることになった。

## 歴史

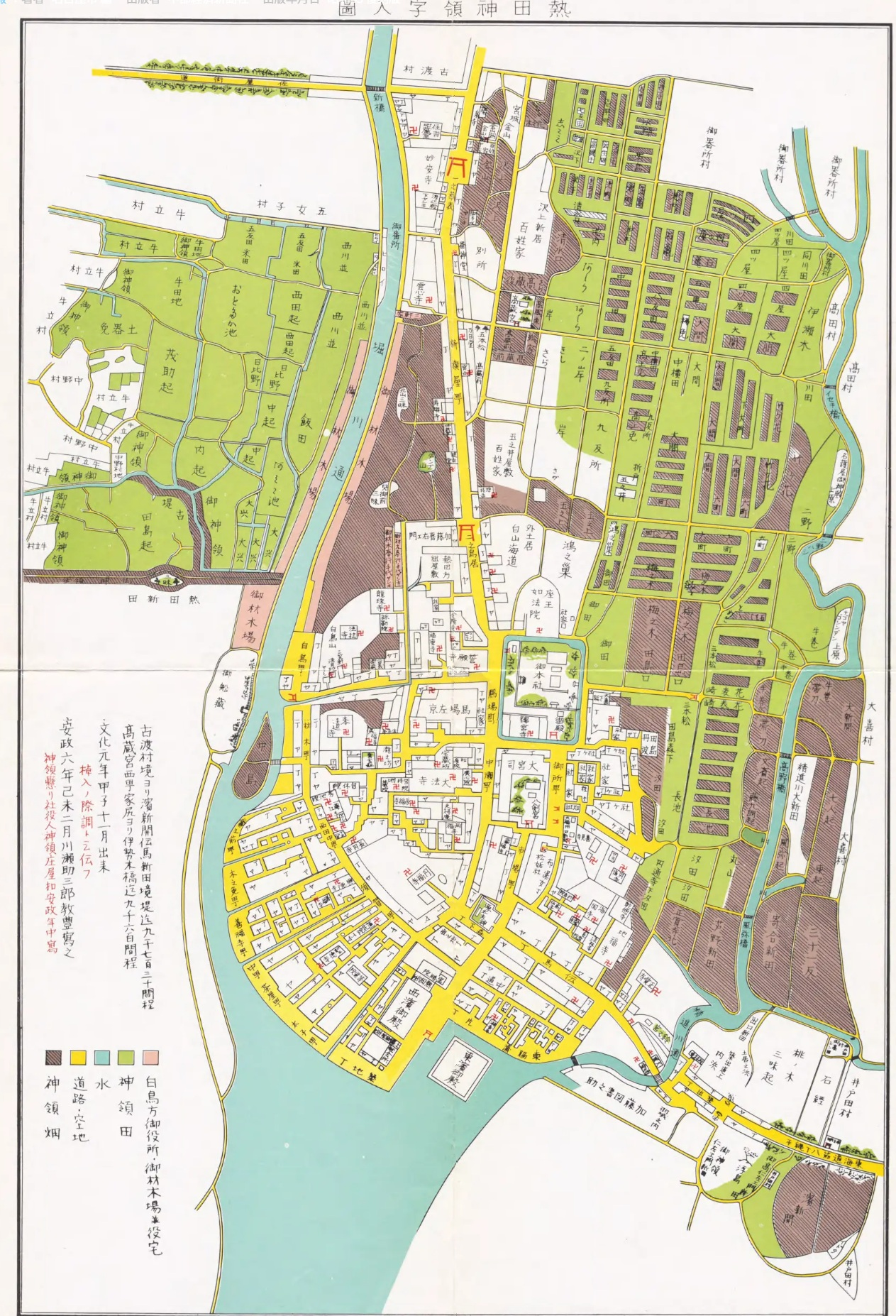
江戸後期の熱田神宮領の絵図。江戸期の熱田神宮周辺の町・田畑は「熱田神領」と称され、一つの行政区画を形成していた。

- 江戸時代初期、宮宿などは尾張藩領、熱田村は熱田神宮領であった。
- 1876年（明治9年） - 古渡村が東古渡村と西古渡村[注釈 1]に分立する。
- 1878年（明治11年） -
  - 熱田村が東熱田村と西熱田村に分立する。
  - 西熱田村と熱田仁右衛門新田が合併し、西熱田村となる。
- 1889年（明治22年）10月1日 -
  - 熱田木ノ免町、熱田内田町、熱田須賀町、熱田市場町、熱田中瀬町、熱田新宮坂町、熱田富江町、熱田伝馬町、熱田神戸町、熱田大瀬子町、熱田白鳥町、熱田田中町、熱田旗屋町、熱田新尾頭町、熱田尾頭町、熱田羽城町、西熱田村が合併し、熱田町となる。
  - 東熱田村と東古渡村が合併し、古沢村となる。
- 1898年（明治31年）8月22日 - 古沢村が分割され、旧・東熱田村は熱田町に、旧・東古渡村は名古屋市に編入される。
- 1907年（明治40年）6月1日 - 名古屋市に編入される。
- 1908年（明治41年）4月1日 - 名古屋市が区制実施。旧・熱田町は名古屋市南区の一部となる[注釈 2] 。
- 1937年（昭和12年）- 南区から分離して熱田区の一部となる。

## 交通機関
1907年当時の鉄道は以下のとおりである。
- 東海道本線
  - 熱田駅

## 神社・仏閣
- 熱田神宮
- 高座結御子神社
- 金山神社
- 鈴之御前社
- 法持寺

## 出身著名人
- 安井正義（ブラザー工業創業者）